# Nouveau modèle de développement
Le Nouveau modèle de développement (NMD) est un plan national de développement adopté par le Maroc afin de définir une vision stratégique pour la période 2021-2035. Il définit les grandes orientations économiques, sociales, territoriales et institutionnelles que le pays se fixe, et sert de cadre de référence aux politiques publiques,.  

## Histoire
En 2019, le roi Mohammed VI a appelé à l’élaboration d’un nouveau modèle de développement, considérant que les politiques publiques mises en œuvre jusque-là avaient permis des avancées notables mais restaient insuffisantes pour répondre aux attentes de la population, réduire les inégalités et renforcer la compétitivité économique du pays.  
Pour mener cette réflexion, une Commission spéciale sur le modèle de développement (CSMD) a été instituée en décembre 2019. Composée de personnalités issues de différents horizons (économie, sciences sociales, éducation, société civile, secteur privé), la commission avait pour mission de proposer une feuille de route réaliste et adaptée aux besoins du Maroc,.  
Après une large consultation nationale, impliquant des institutions, des partis politiques, des syndicats, des associations et des citoyens, la commission a rendu son rapport en mai 2021.

## Objectifs et axes stratégiques
Le NMD vise à placer le Maroc sur une trajectoire de croissance inclusive et durable. Il s’articule autour de quatre axes majeurs, :
- Transformation de l’économie : diversification, compétitivité, innovation et encouragement de l’entrepreneuriat.
- Capital humain : amélioration de l’éducation, de la santé et du système de formation.
- Inclusion sociale : réduction des disparités sociales et régionales, égalité des chances et élargissement de la protection sociale.
- Développement territorial : valorisation des potentialités locales et renforcement de la gouvernance régionale.